# Abd-an-Nàssir (nom)
Abd-an-Nàssir (àrab: عبد الناصر, ʿAbd an-Nāṣir) és un nom masculí teòfor àrab islàmic que literalment significa ‘Servidor de Qui ajuda’, essent «Qui ajuda» un atribut de Déu. Si bé Abd-an-Nàssir és la transcripció normativa en català del nom en àrab clàssic, també se'l pot trobar transcrit Abdul Nasir, Abd al-Nasir, Abdelnasser, Abdel Nasser... normalment per influència de la pronunciació dialectal o seguint altres criteris de transliteració. Com a teòfor, també el duen musulmans no arabòfons que l'han adaptat a les característiques fòniques i gràfiques de la seva llengua.
Cal no confondre aquest nom amb Abd-an-Nassir, un altre nom de pila àrab masculí, tanmateix molt poc usual.